# Frédéric Valletoux
Cet article possède des paronymes, voir Frédéric Vitoux et Frédéric Vallotton.
Frédéric Valletoux (/fʁedeʁik valtu/), né le 23 août 1966 à Paris 15e (Seine), est un journaliste et homme politique français.
Maire de Fontainebleau à partir de 2005, conseiller régional d'Île-de-France à partir de 2010, il préside également la Fédération hospitalière de France à partir de 2011. Il quitte ces trois fonctions en 2022, à la suite de son élection cette année-là en tant que député de la deuxième circonscription de Seine-et-Marne. Membre d'Horizons, et proche de son président, Édouard Philippe, il est nommé en 2024 ministre délégué chargé de la Santé et de la Prévention dans le gouvernement Attal. Ce dernier démissionant à la suite de la dissolution de l'Assemblée nationale, Valletoux est réélu député et y devient la même année, président de la commission des Affaires sociales.

## Situation personnelle

### Origines
Frédéric Claude René Henri Valletoux naît le 23 août 1966,, dans le 15e arrondissement de Paris, en région Île-de-France. Il est le fils de Philippe Valletoux, vice-président de Dexia, et spécialiste de la fiscalité locale, et de Françoise Cunin des Brosses. Sa famille et lui s'installent à Fontainebleau en 1980,.

### Formation
Il étudie ainsi au lycée François-Ier de Fontainebleau, où il obtient le baccalauréat en 1985. Il poursuit par la suite par une licence en histoire à l'université Panthéon-Sorbonne. Il obtient le diplôme d'études universitaires générales (DEUG) en 1989,. En 1990 et 1991, il commence à s'impliquer dans la vie publique en organisant un festival de jazz à Fontainebleau.

### Vie privée
Il est le père de cinq enfants : trois garçons nés dans les années 1990, d'un premier mariage avec Marie-Sophie Houis-Valletoux, cadre et associée dans une société de conseil dans le secteur des assurances et de la santé. Il a deux autres enfants issus d'une seconde union.

## Carrière professionnelle
Du côté de la vie professionnelle, il entame une carrière de journaliste en 1990, d'abord spécialisé dans les collectivités locales, à la revue Pouvoirs locaux pour l'Institut de la gouvernance territoriale et de la décentralisation. Il intègre ensuite la rédaction de La Gazette des communes du Groupe Moniteur, puis rejoint Les Échos en 1994 pendant une dizaine d'années où il rédige successivement au « service Régions » et au « service France politique ». En 2002, il retourne à La Gazette des communes en tant que rédacteur en chef avant d'être nommé, en 2005, directeur délégué chargé des projets éditoriaux du Groupe Moniteur pour lequel il travaille à mi-temps en devenant maire,,. Il consacre ainsi quinze années à l'activité journalistique.

## Politique

### Implication locale
Il est élu conseiller municipal d'opposition à Fontainebleau, alors qu'il travaille encore à la rédaction des Echos au service politique, sur la liste de Jean-François Robinet en 2001. Il adhère à l'Union pour un mouvement populaire (UMP) en 2005.
Le 6 juillet 2005, le maire de Fontainebleau Jacques Nizart est contraint à la démission[source insuffisante] à la suite de rivalités au sein de son équipe. Des élections municipales partielles sont organisées à la suite desquelles Frédéric Valletoux, alors âgé de 39 ans, candidat d'une des 3 listes divers droite et soutenu par les ministres Christian Jacob, Jean-François Copé et Gilles de Robien, devient le nouveau maire de Fontainebleau. Il obtient 45,59 % des voix au second tour le 16 octobre dans un duel avec Jean-François Robinet,,. Il déclare par ailleurs en 2020 que, selon lui, passer du journalisme à la politique n'est pas incohérent, arguant que « ces deux fonctions ont en commun le traitement de sujets d'intérêt général ».
Dans cette ville, il crée notamment des conseils de quartier, pourtant facultatifs au vu de la taille de la ville, et embauche un « manager de centre-ville ». Il est réélu maire de Fontainebleau en 2008 (45,93 % ; 47,30 %), en 2014 (43,72 % ; 45,77 %), puis en 2020 (48,84 % ; 60,37 %).

### Implication régionale et nationale
Candidat aux élections législatives de 2007, sans l'investiture nationale de son parti, il est battu par Didier Julia, ; aux élections cantonales de 2008, cette fois avec l'investiture du parti au pouvoir, par Jean-François Robinet, aboutissant à un échec encore plus important. Il est également nommé membre, en tant que porte-parole adjoint, de l'équipe de campagne de son amie Valérie Pécresse. À partir de la mi-mai 2010, il est en outre chargé par l'UMP de coanimer le débat sur le Grand Paris. Le 21 mars 2010, il est élu conseiller régional d'Île-de-France.

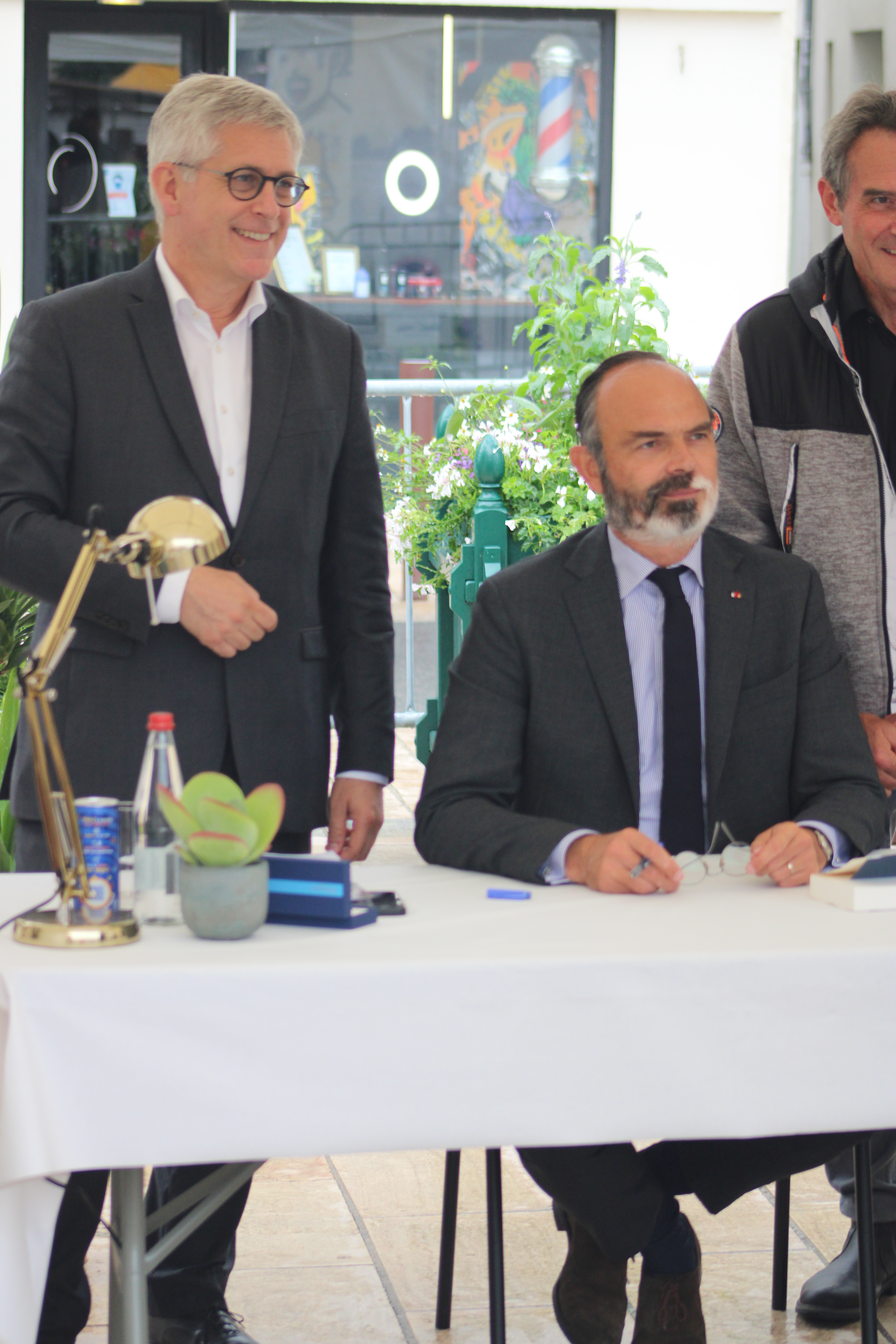
Frédéric Valletoux avec Édouard Philippe, lors d'une séance de dédicace d'un livre de ce dernier, à Fontainebleau, le 29 juin 2021.

Il quitte Les Républicains en 2016, dénonçant un durcissement du parti, puis se rapproche graduellement de la majorité présidentielle jusqu'à rejoindre Agir, parti fondé par l'ex-LR Franck Riester, le 5 juillet 2019. En 2021, il rejoint le nouveau parti Horizons d'Édouard Philippe, en s'y impliquant en tant que l'un des référents pour l'Île-de-France.

### Députation
Le 19 juin 2022, il est élu député de la deuxième circonscription de Seine-et-Marne sous l'étiquette Ensemble. Dans l'hémicycle, il place les enjeux de santé au cœur de ses priorités. Il réussit notamment à faire promulguer, le 27 décembre 2023, une loi « visant à améliorer l'accès aux soins par l'engagement territorial des professionnels » par le combat des déserts médicaux,,. 

### Ministériat
L'idée d'une nomination au ministère de la Santé — ce qui est aussi un objectif personnel — est évoquée à l'occasion de plusieurs remaniements : elle devient concrète le 8 février 2024 dans le rôle de « ministre délégué chargé de la Santé et de la Prévention »,,.

### Retour à la députation
Le 21 septembre 2024, il n'est pas reconduit dans le gouvernement Barnier. Il est réélu député dans la 2e circonscription de Seine-et-Marne ; il est réélu au second tour avec 59,98% des voix. Le 9 octobre, à la suite de la nomination au gouvernement de Paul Christophe, il est élu président de la commission des Affaires sociales de l'Assemblée nationale.

## Activités associatives
En 1999, il fonde l'association « Agir à Fontainebleau ». À partir d'octobre 2009, Frédéric Valletoux s'engage dans la domaine des établissements hospitaliers, en dirigeant la section Île-de-France de la Fédération hospitalière de France. Il est élu président de cette association en septembre 2011, l'ancien président Jean Leonetti ayant quitté la fonction après sa nomination comme  ministre. Frédéric Valletoux est réélu président le 16 janvier 2013, face à Jean-Louis Touraine ; le 28 septembre 2016, face à Olivier Véran ; le 25 septembre 2019, unique candidat à sa succession. Il soutient, au nom de la Fédération, « le rétablissement d’un service public hospitalier fort et dynamique, inscrit dans la double exigence de qualité et d’efficience ». Durant la pandémie de Covid-19, il s'implique ainsi en qualité de président dans l'amélioration des relations entre les soignants, l'administration et les communes.

## Distinction
- Chevalier de l'ordre des Arts et des Lettres (arrêté du 11 août 2011) pour son rôle en tant qu'« organisateur du Festival d'histoire de l'art »[36].

## Identité visuelle

Évolution du logotype
Logotype de 2022 à 2024.
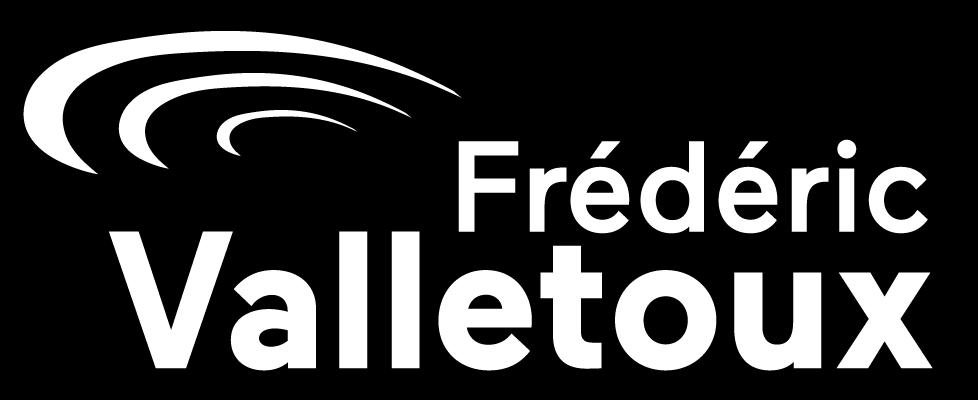
Logotype depuis 2024, lors de son mandat de député.